# Пан Твардовский

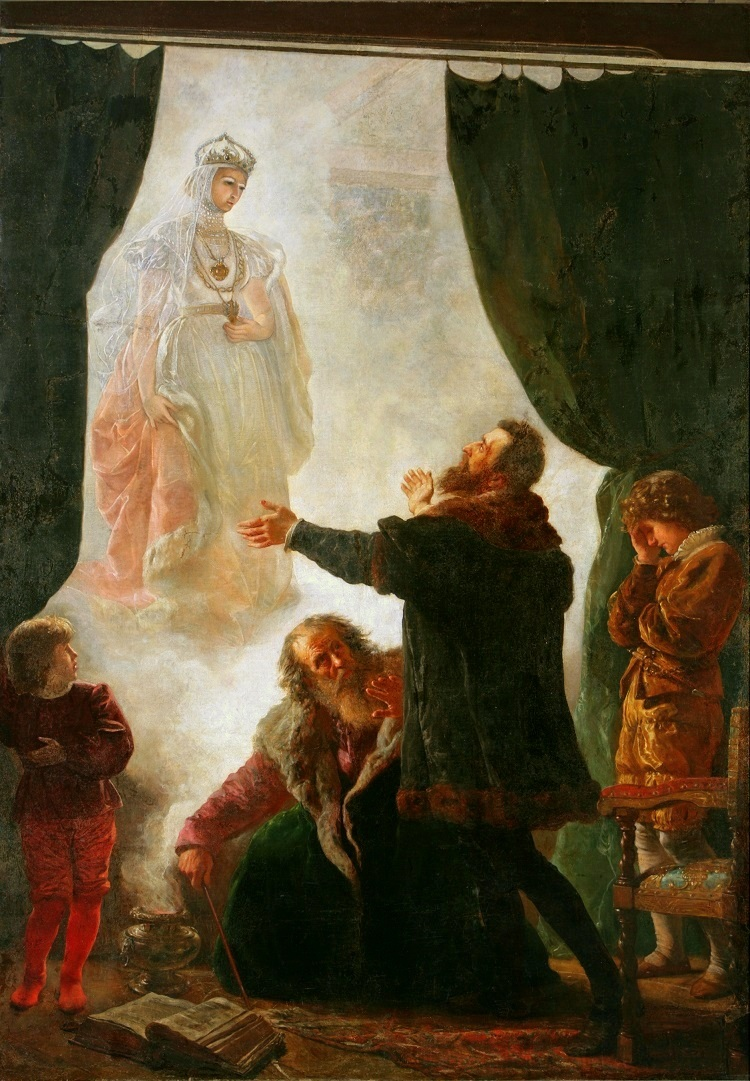
Войцех Герсон. Пан Твардовский вызывает дух королевы Варвары (1886)

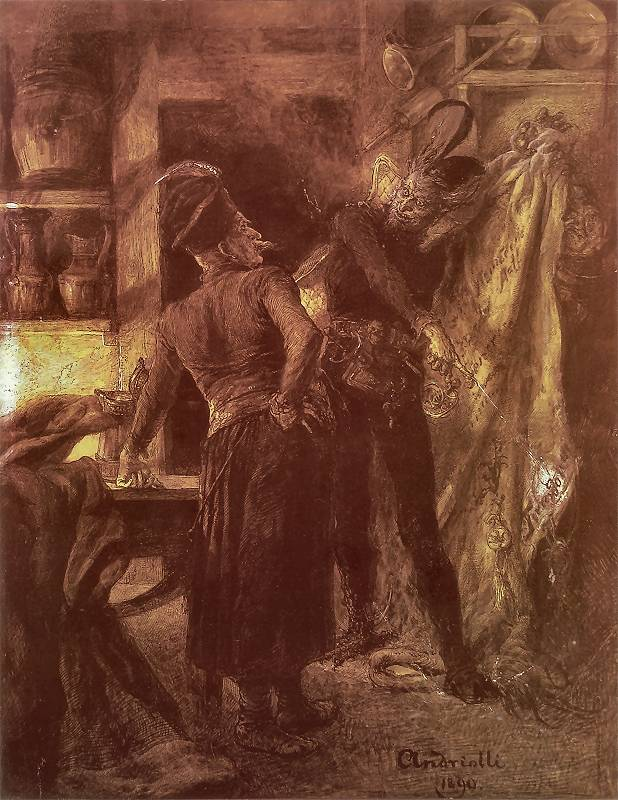
М. Э. Андриолли. Разговор Твардовского с дьяволом (рисунок пером, 1890)

Пан Твардо́вский (пол. Pan Twardowski) — герой польских народных легенд и основанных на них литературных произведений.

## Предания
Пан Твардовский, живший в XVI веке, желая приобрести сверхъестественные познания и пожить в своё удовольствие, продал свою душу дьяволу (на холме Кшемёнке, близ Кракова), после чего имел много весёлых приключений. Когда по истечении условленного срока дьявол уводил Твардовского к себе, он спасся тем, что запел духовную песнь; но всё же он осуждён витать в воздухе между небом и землёй до дня Страшного Суда. По одному из популярных вариантов сюжета, он до сих пор пребывает на Луне.
По другому сюжету дьявол, согласно подписанному договору, мог забрать душу пана Твардовского только в Риме, в который тот должен был приехать по истечении назначенного срока. Твардовский долгое время обманывал Дьявола, не являясь в Рим, но потом нечистый сам обманул его, обратившись другом Твардовского и пригласив его в забегаловку под названием «Рим». Там лукавый и забрал душу несчастного пана.

## Художественные обработки
Легенда о пане Твардовском является польской версией легенды о Фаусте. Эта тема, связанные с сюжетом о пане Твардовском мотивы и сам образ многократно обрабатывалась и так или иначе использовались польскими поэтами. Например, к сюжетам о пане Твардовском восходит баллада Адама Мицкевича «Пани Твардовска». К ним обращался также в своём романе Крашевский (1840, рус. пер. 1847). Переработку баллады Мицкевича представляет собой «малороссийская баллада» одного из основоположников новой украинской литературы П. П. Гулак-Артемовского «Твардовский».
Заимствованные из польской легенды персонаж Твердовский и связанные с ним мотивы вошли в «Повесть об Алёше Поповиче, богатыре, служившем князю Владимиру» В. А. Лёвшина и сказочно-богатырскую поэму «Алёша Попович, богатырское песнотворение» (1801) Н. А. Радищева. В Москве ставилась опера А. Н. Верстовского «Пан Твердовский» (1828) с либретто М. Н. Загоскина. Позднее Загоскиным был написан рассказ «Пан Твардовский» (первая публикация в «Библиотеке для чтения», 1834).
В наше время пан Твардовский фигурирует в качестве действующего лица в романе А. Лазарчука и М. Успенского «Посмотри в глаза чудовищ» (в период Первой Мировой войны), а также в сказке Януша Пшимановского «Рыцари Серебряного Щита».
Также польской студией «Allegro», в ряду короткометражных фильмов-адаптаций польского фольклора «Легенды польские», снято два эпизода о пане Твардовском (Твардовски Архивная копия от 10 апреля 2018 на Wayback Machine, Твардовски 2.0 Архивная копия от 3 марта 2018 на Wayback Machine), обманывающего на лунной базе дьяволицу-прислужницу, затем самого нечистого и угоняющего космический корабль тёмных сил.

## В других произведениях
- Пан Твардовский шлёт привет Валентине Терешковой в песне «Валентина», исполнявшейся польской группой Filipinki, Эдитой Пьехой и другими исполнителями.

- Отсылки к сделке пана Твардовского с Дьяволом используются в сюжетной линии дополнения «Каменные сердца» к компьютерной игре Ведьмак 3: Дикая Охота, где персонаж, продавший душу, заманивается на «Луну», выложенную мозаикой на полу заброшенного храма.
- Пан Твардовский фигурирует в произведении М. Успенского и А. Лазарчука «Посмотри в глаза чудовищ» как участник ордена Пятый Рим

## Топонимика
- На холмах Кшемёнки-Закшувские находятся «Пещера Твардовского» и «Скалы Твардовского».
- Около замка Пескова-Скала находится скала «Палица Геркулеса», которая в прошлом называлась «Чарчя-Скала» (Заколдованная Скала) или «Скала Твардовского».